# Ligues majeures de baseball
Major League Baseball
« MLB » redirige ici. Pour les autres significations, voir MLB (homonymie).
Les Ligues majeures de baseball (LMB, en anglais : Major League Baseball, MLB) est une organisation sportive nord-américaine regroupant deux ligues : la Ligue nationale et la Ligue américaine. La compétition qu'elle organise, portant le même nom, constitue le plus haut niveau dans la hiérarchie actuelle du baseball.
La saison régulière qui comprend plus de 2 644 rencontres, soit 162 matchs par équipe, se tient d'avril à la fin septembre. Des séries éliminatoires suivent en octobre et mènent les champions de chaque ligue à la Série mondiale, la finale annuelle du baseball majeur, qui se joue au meilleur de sept parties. Trente franchises (29 aux États-Unis et une au Canada) se disputent le titre. Les équipes dominant le palmarès sont les Yankees de New York (27 titres), les Cardinals de Saint-Louis (11), les Red Sox de Boston (9) , les Athletics (9), les Giants de San Francisco (8) et les Dodgers de Los Angeles (8).
Les tenants du titre sont les Dodgers de Los Angeles qui ont remporté la Série mondiale 2024 face aux Yankees de New York.

## Histoire

### Débuts

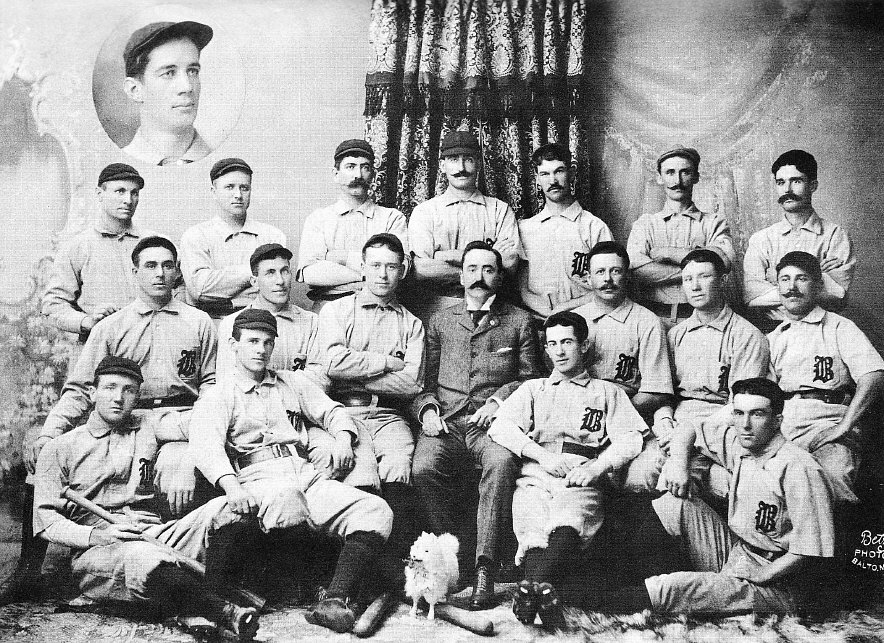
Les Orioles de Baltimore en 1896

Le baseball majeur a commencé ses activités en 1876 par le biais de la Ligue nationale. Cette dernière n'est cependant pas la première organisation de baseball professionnel (National Association of Professional Base Ball Players de 1871 à 1875) mais elle est considérée comme la première ligue majeure. Des comités d'experts attribuent cette dénomination à certaines ligues, et pas seulement aux deux composantes des Ligues majeures actuelles : ligue nationale (depuis 1876) et Ligue américaine (depuis 1901). Les autres ligues reconnues comme ligues majeures sont : l'Union Association (1884), la Players League (1890), l'American Association (1882-1891) et la Federal League (1914-1915).
Six équipes issues de la NAPBBP qui cesse ses activités en 1875, cofondent la Ligue nationale 2 février 1876 à New York. Lors de la première saison, huit équipes font partie de la ligue. Les propriétaires des franchises prennent l'ascendant sur les joueurs à la suite des écarts constatés en NAPBBP, affaires de corruption notamment. Le concept de droits sur un territoire est mis en place dès 1876 également. Il est toujours en usage.
En 1882, l'American Association vient concurrencer la Ligue nationale. L'AA propose des prix de billets plus abordables, prévoit des parties les dimanches, et vend de la bière aux spectateurs. Durant l'existence de cette ligue, plusieurs équipes quittent pour la Ligue nationale jusqu'en 1891, quand l'Association fusionne avec la Ligue nationale, ce qui contribue à augmenter la popularité du baseball majeur.
En 1884, l'Union Association est fondée, mais elle est dissoute après une saison d'existence. En 1890, une autre ligue est fondée, la Players League (la « Ligue des joueurs »), mais elle aussi, ne dure qu'une saison et, en 1892, la Ligue nationale reste la seule ligue majeure.
La Western League, la plus importante des ligues mineures depuis le milieu des années 1890, est renommée Ligue américaine en 1900 puis s'autoproclame ligue majeure le 28 janvier 1901. La Ligue nationale accepte d'affronter les champions de la Ligue américaine en 1903, et la première Série mondiale est disputée après les championnats réguliers cette même année.
De 1914 à 1915, la Federal League est la dernière ligue qui tenta d'atteindre les standards de « ligues majeures » mais sans grands résultats.

### Évolution du baseball majeur

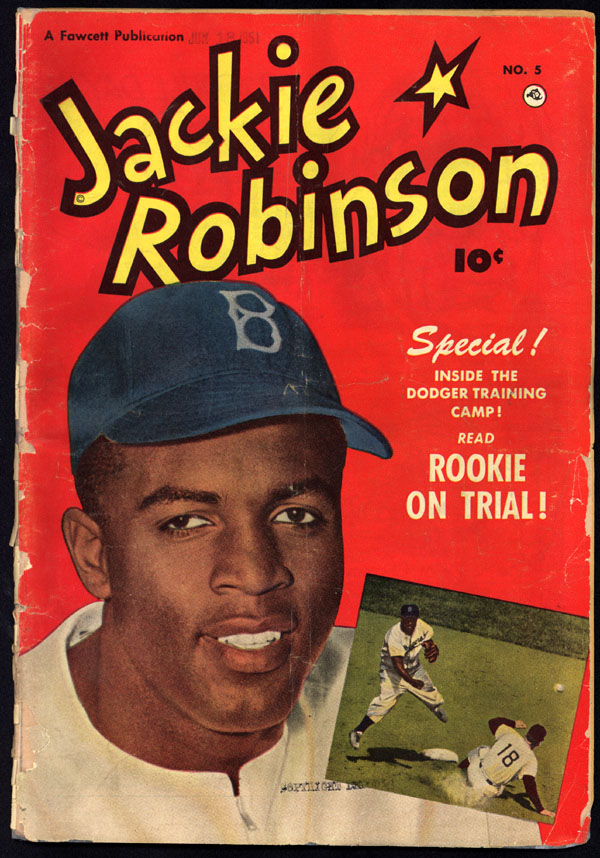
Jackie Robinson

Contrairement aux autres ligues majeures sportives nord-américaines, la MLB regroupe véritablement deux ligues différentes. Les règlements d'organisation et même de jeu diffèrent en effet entre la Ligue américaine et la Ligue nationale. Ces différences persistent même après la disparition des postes de présidents de ligues au profit du seul commissaire en 1999. La règle du frappeur désigné, introduite en 1973 en Ligue américaine, est jusqu'en 2022 la principale différence entre les deux ligues. Ce n'est pas la seule. À titre d'exemple, un match qui se prolonge ne peut pas se poursuivre après une heure du matin heure locale en Ligue nationale ; en revanche, on peut jouer toute la nuit en Ligue américaine.
Les propriétaires des franchises restent longtemps tout puissants face aux joueurs qui tentent bien de réagir en mettant sur pied des syndicats afin de protéger leurs intérêts, sans grands effets. Il faut attendre 1966, et l'arrivée du syndicaliste Marvin Miller à la tête de la MLPMA, pour voir les choses lentement évoluer. Depuis le milieu des années 1990, la situation bascule clairement en faveur des joueurs, qui, après s'être libéré de la fameuse clause de réserve, les liant à vie à leur club, obtiennent désormais des arbitrages financiers plus avantageux. Dans les années 2000, un équilibre est trouvé entre joueurs et propriétaires. En 2011, le salaire minimum annuel est de 414 000 dollars pour un joueur contre 400 000 un an plus tôt.
Les mauvaises conditions financières offertes aux joueurs expliquent les tentatives de corruption. En 1919, le scandale des Black Sox ébranle le monde du sport. Certains joueurs des White Sox de Chicago ont volontairement perdu les Séries mondiales contre de l'argent de riches parieurs. Cette affaire amène la Ligue à se doter d'un commissaire omnipotent. Le premier d'entre eux est le juge Kenesaw Mountain Landis dont la première décision est de bannir à vie les huit joueurs impliqués dans le scandale des Black Sox.
La ségrégation se met en place aux États-Unis dès la fin du XIXe siècle, dans le baseball comme dans le reste de la société américaine. Les propriétaires des franchises se mettent d'accord pour interdire l'accès aux joueurs noirs après des tentatives isolées en 1878 et 1884. Embauché par le gérant général Branch Rickey, Jackie Robinson brise cette barrière le 15 avril 1947 en faisant ses débuts avec les Dodgers de Brooklyn ; cette date du 15 avril est désormais célébrée par la MLB comme le Jackie Robinson Day. Jackie Robinson dénonça jusqu'à sa mort, en 1972, l'absence de manager noir en ligues majeures. En 1975 Frank Robinson devient joueur-gérant des Indians de Cleveland. Il entame sa carrière de manager le 8 avril 1975 à l'occasion d'une victoire 5-3 face aux Yankees de New York au Cleveland Stadium devant 59 spectateurs. Rachel Robinson, la veuve de Jackie Robinson effectue à cette occasion le lancer symbolique d'ouverture de la saison. Frank Robinson était également sur le terrain comme frappeur désigné. Il frappa un coup de circuit lors de sa première présence au bâton.

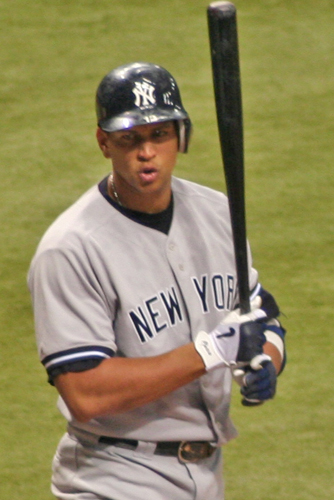
Alex Rodriguez

Longtemps considérée comme l'entité sportive américaine par excellence, la MLB s'enrichit désormais de talents venus de nombreux pays étrangers. La République dominicaine (pays de 8,4 millions d'habitants) fournit un nombre impressionnant de vedettes : Albert Pujols, David Ortiz, Miguel Tejada et Vladimir Guerrero cumulent les titres de champions et les trophées de MVP (Most Valuable Player). Le Venezuela compte des joueurs tels que Dave Concepción, Andrés Galarraga, Ozzie Guillén, Omar Vizquel, Bobby Abreu et Johan Santana. Le Japon suit avec Daisuke Matsuzaka, des Red Sox de Boston, Ichirō Suzuki des Mariners de Seattle ou Hideki Matsui des Los Angeles Angels. Au début de la saison 2007, les 750 joueurs des effectifs actifs se répartissaient ainsi : 565 (75 %) nés aux États-Unis (Porto Rico inclus) et 185 (25 %) nés en dehors des États-Unis dont 149 (20 %) nés en Amérique latine (75 en République dominicaine, 47 au Venezuela, 10 au Mexique, 6 au Panama, 2 en Colombie, 2 aux Antilles néerlandaises et 1 au Nicaragua), 18 (2,5 %) nés en Asie (14 au Japon, 3 en Corée du Sud et 1 à Taïwan) et 18 (2,5 %) nés ailleurs (15 au Canada et 3 en Allemagne).
Les premières accusations liées à l'utilisation de stéroïdes apparaissent durant les années 2000. Le dopage n'est pas un phénomène nouveau, mais l'omerta est longtemps la règle. L'association des joueurs est de plus défavorable aux tests de dépistage car cela pourrait nuire aux revenus des joueurs, directement liés à leurs performances. Des joueurs vedettes comme Barry Bonds, Roger Clemens, Sammy Sosa, Iván Rodríguez et Mark McGwire sont accusés. José Canseco avoue qu'il a pris des stéroïdes pendant sa carrière et accuse ses coéquipiers comme McGwire et Palmeiro. Barry Bonds est le joueur le plus important de ce débat car il s'attaque alors au record d'Hank Aaron pour le plus grand nombre de coups de circuit en carrière. Des prélèvements anonymes sont effectués, et plus de 100 joueurs sont positifs aux tests. La liste des joueurs n'est pas rendue publique, mais le gouvernement américain exige d'en avoir une copie. Le 7 août 2007, Bonds dépasse la marque de Hank Aaron en frappant son 756e circuit en carrière. Cette performance est assombrie par de très forts soupçons de dopage, sujet qui intéresse désormais les fans, les journalistes et les dirigeants. En 2009, les révélations de Sports Illustrated à propos d'Alex Rodriguez, joueur vedette des New York Yankees le démontrent. Deux jours après la publication de SI, Rodriguez admet avoir fait usage de stéroïdes quand il évoluait chez les Rangers du Texas.

## Franchises de la Ligue
À sa fondation en 1876, la Ligue nationale compte huit formations basées à New York, Philadelphie, Boston, Chicago, Saint-Louis, Cincinnati, Louisville et Hartford. Sur les huit franchises fondatrices, seulement deux sont encore actives : les Red Stockings de Boston (aujourd'hui les Braves d'Atlanta) et les White Stockings de Chicago (aujourd'hui les Cubs de Chicago). Les six autres ont abandonné pour des raisons financières. De nouvelles franchises sont régulièrement créées depuis 1878 pour compenser les abandons et augmenter leur nombre. Les franchises sont de plus autorisées à changer de ville. Localisées exclusivement dans le quart nord-est du pays jusqu'à la fin des années 1950, la Ligue franchit le Mississippi vers l'Ouest en 1958 en installant deux franchises à San Francisco et Los Angeles. Houston (1962), Atlanta (1966) puis Miami (1993) marquent la progression de l'avancée vers le Sud. Montréal (1969-2004) et Toronto (depuis 1977) sont les deux seules franchises de la MLB localisées en dehors des États-Unis. Cette expansion territoriale a été rendue possible par le développement du transport aérien. Le premier déplacement en avion est effectué par les Reds de Cincinnati le 7 juin 1934.
Depuis la dernière expansion de 1998, la Ligue nationale compte 16 franchises et la Ligue américaine 14. Elles sont réparties dans des groupes géographiques de quatre à six équipes. La division centrale de la Ligue nationale compte ainsi six formations tandis que la division ouest de la Ligue américaine n'en compte que quatre. Les autres divisions comptent cinq équipes. Cependant, depuis 2013, il y a 15 équipes dans les deux ligues et cinq équipes dans chacune des six divisions du baseball majeur. C'est la première fois dans l'histoire du baseball majeur que le nombre d'équipes dans les deux ligues est impair.

### Villes hébergeant ou ayant hébergé des franchises de ligues majeures depuis 1876
| - Altoona (Pennsylvanie) (1884) - Anaheim (Californie), banlieue de Los Angeles (depuis 1965) - Arlington (Texas), banlieue de Dallas (depuis 1972) - Atlanta (Géorgie) (depuis 1966) - Baltimore (Maryland) (1882-1891, 1901-1902, depuis 1954) - Boston (Massachusetts) (depuis 1876) - Brooklyn (New York) (1884-1957) - Buffalo (New York) (1879-1885, 1890, 1914-1915) - Chicago (Illinois) (depuis 1876) - Cincinnati (Ohio) (1876-1880, depuis 1882) - Cleveland (Ohio) (1879-1884, 1887-1899, depuis 1901) - Columbus (Ohio) (1883-1884) - Denver (Colorado) (depuis 1993) - Détroit (Michigan) (1881-1888, depuis 1901) - Hartford (Connecticut) (1876-1877) - Houston (Texas) (depuis 1962) - Indianapolis (Indiana) (1878, 1884, 1887-1889, 1914) - Kansas City (Missouri) (1884, 1886, 1888-1889, 1914-1915, 1955-1967, depuis 1969) - Los Angeles (Californie) (depuis 1958) - Louisville (Kentucky) (1876-1877, 1882-1899) - Miami (Floride) (depuis 1993) - Milwaukee (Wisconsin) (1878, 1884, 1891, 1901, 1953-1965, depuis 1970) - Minneapolis (Minnesota) (depuis 1961) |  | - Montréal (Québec, Canada) (1969-2004) - Newark (New Jersey) (1915) - New York (New York) (1876, depuis 1883) - Oakland (Californie) (1968-2024) - Philadelphie (Pennsylvanie) (1876, depuis 1883) - Phoenix (Arizona) (depuis 1998) - Pittsburgh (Pennsylvanie) (depuis 1882) - Providence (Rhode Island) (1878-1885) - Richmond (Virginie) (1884) - Rochester (New York) (1890) - San Diego (Californie) (depuis 1969) - San Francisco (Californie) (depuis 1958) - Seattle (Washington) (1969, depuis 1977) - Saint-Louis (Missouri) (1876-1877, depuis 1882) - Saint-Paul (Minnesota) (1884) - Syracuse (New York) (1879, 1890) - Tampa/Saint-Petersbourg (Floride) (depuis 1998) - Toledo (Ohio) (1884, 1890) - Toronto (Ontario, Canada) (depuis 1977) - Troy (New York) (1879-1882) - Washington (DC) (1884, 1886-1889, 1892-1899, 1901-1971, depuis 2005) - West Sacramento (Californie) (2025-2027) - Wilmington (Delaware) (1884) - Worcester (Massachusetts) (1880-1882) |

### Franchises actuelles
| Division         | Franchise                       | Ville               | Stade                        | Création         |                  |
| Ligue américaine | Ligue américaine                | Ligue américaine    | Ligue américaine             | Ligue américaine | Ligue américaine |
| ---------------- | ------------------------------- | ------------------- | ---------------------------- | ---------------- | ---------------- |
| Est              | Orioles de Baltimore            | Baltimore, MD       | Oriole Park at Camden Yards  | 1894             |                  |
| Est              | Red Sox de Boston               | Boston, MA          | Fenway Park                  | 1901             |                  |
| Est              | Yankees de New York             | New York, NY        | Yankee Stadium               | 1901             |                  |
| Est              | Rays de Tampa Bay               | St. Petersburg, FL  | Tropicana Field              | 1998             |                  |
| Est              | Blue Jays de Toronto            | Toronto, ON         | Centre Rogers                | 1977             |                  |
| Central          | White Sox de Chicago            | Chicago, IL         | Rate Field                   | 1900             |                  |
| Central          | Guardians de Cleveland          | Cleveland, OH       | Progressive Field            | 1900             |                  |
| Central          | Tigers de Détroit               | Détroit, MI         | Comerica Park                | 1894             |                  |
| Central          | Royals de Kansas City           | Kansas City, MO     | Kauffman Stadium             | 1969             |                  |
| Central          | Twins du Minnesota              | Minneapolis, MN     | Target Field                 | 1901             |                  |
| Ouest            | Angels de Los Angeles d'Anaheim | Anaheim, CA         | Angel Stadium of Anaheim     | 1961             |                  |
| Ouest            | Astros de Houston               | Houston, TX         | Minute Maid Park             | 1962             |                  |
| Ouest            | Athletics                       | West Sacramento, CA | Sutter Health Park           | 1901             |                  |
| Ouest            | Mariners de Seattle             | Seattle, WA         | Safeco Field                 | 1977             |                  |
| Ouest            | Rangers du Texas                | Arlington, TX       | Globe Life Park in Arlington | 1961             |                  |
| Ligue nationale  |                                 |                     |                              |                  |                  |
| Est              | Braves d'Atlanta                | Atlanta, GA         | SunTrust Park                | 1871             |                  |
| Est              | Marlins de Miami                | Miami, FL           | Marlins Park                 | 1993             |                  |
| Est              | Mets de New York                | New York, NY        | Citi Field                   | 1962             |                  |
| Est              | Phillies de Philadelphie        | Philadelphie, PA    | Citizens Bank Park           | 1883             |                  |
| Est              | Nationals de Washington         | Washington DC       | Nationals Park               | 2005             |                  |
| Central          | Cubs de Chicago                 | Chicago, IL         | Wrigley Field                | 1870             |                  |
| Central          | Reds de Cincinnati              | Cincinnati, OH      | Great American Ball Park     | 1882             |                  |
| Central          | Brewers de Milwaukee            | Milwaukee, WI       | Miller Park                  | 1969             |                  |
| Central          | Pirates de Pittsburgh           | Pittsburgh, PA      | PNC Park                     | 1882             |                  |
| Central          | Cardinals de Saint-Louis        | Saint-Louis, MO     | Busch Stadium                | 1882             |                  |
| Ouest            | Diamondbacks de l'Arizona       | Phoenix, AZ         | Chase Field                  | 1998             |                  |
| Ouest            | Rockies du Colorado             | Denver, CO          | Coors Field                  | 1993             |                  |
| Ouest            | Dodgers de Los Angeles          | Los Angeles, CA     | Dodger Stadium               | 1883             |                  |
| Ouest            | Padres de San Diego             | San Diego, CA       | Petco Park                   | 1969             |                  |
| Ouest            | Giants de San Francisco         | San Francisco, CA   | Oracle Park                  | 1883             |                  |

### Organisation des franchises

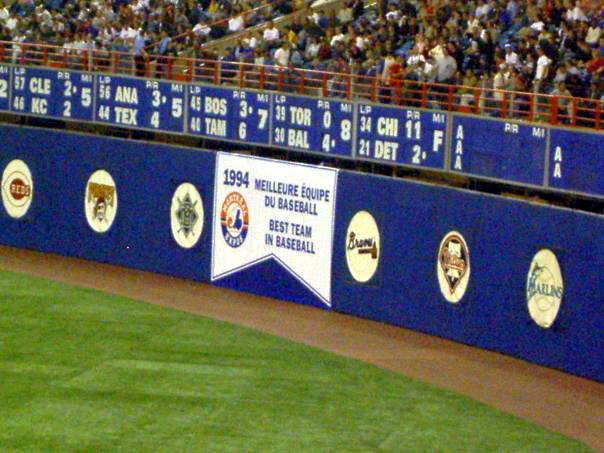
Bannière en place lors du dernier match à domicile des Expos de Montréal

Une franchise n'est pas un club, au sens européen du terme. Les propriétaires peuvent en effet déménager leur « franchise » vers un marché plus porteur. Le cas le plus célèbre reste celui de 1957, avec le double déménagement des Giants de New York et des Dodgers de Brooklyn vers la Californie. Ce fut incontestablement un drame de New York dans la seconde moitié du XXe siècle. Certains auteurs[Qui ?] n'ont pas hésité à écrire que New York avait perdu son âme en cet hiver 1957-1958, et la venue des Mets de New York en 1962 n'a jamais vraiment cicatrisé cette plaie. Pour les Californiens, l'histoire ne s'écrit pas de la même manière. Le 29 septembre 2004, les Expos de Montréal quittent Montréal pour aller s'installer plus au Sud à Washington D.C., pour devenir les Nationals de Washington. Les adieux aux Expos ont lieu à domicile contre les Marlins de la Floride. C'est une défaite 9 à 1 devant 31 395 spectateurs au Stade olympique de Montréal. Les Expos terminent leur histoire le 3 octobre 2004 contre les Mets de New York perdant 8 à 1 au Shea Stadium. Le déménagement des Expos est le dernier cas, à ce jour, de transfert de franchise dans la MLB.
Une franchise a donc un propriétaire à sa tête, secondé par un directeur général qui s'occupe notamment du recrutement et des négociations avec les joueurs. Le manager (ou gérant) est celui qui dirige l'équipe sur le terrain. Il est secondé par des instructeurs, généralement entre 5 et 7. L'effectif d'une franchise est variable. Il compte 25 joueurs pendant la plus grande partie de la saison, puis s'ouvre à 40 en fin de campagne. Une franchise possède beaucoup plus de joueurs sous contrat. Ceux qui ne sont pas alignés avec le « grand club » évoluent dans les ligues mineures de baseball sous les couleurs de clubs écoles des franchises de différents niveaux : AAA, pour les meilleurs, AA, A et R pour les nouveaux joueurs. Comme dans les autres sports majeurs nord-américains, on pratique le repêchage amateur pour le recrutement des jeunes joueurs. Les ligues majeures ont mis en place ce système de recrutement des jeunes joueurs en 1965. En raison du jeune âge des joueurs généralement concernés nécessitant encore plusieurs années de formation dans les clubs-écoles, le draft des ligues majeures ne revêt pas la même signification que celui des autres sports majeurs où les joueurs concernés font souvent le saut dans les rangs majeurs. Avant 1965, les clubs les plus riches s'assurent la signature des meilleurs espoirs scolaires ou universitaires en leur versant de solides primes nommées « Bonus Babies ».
En cas d'expansion, c'est-à-dire création de nouvelles franchises, une draft (ou repêchage) d'expansion a lieu afin de constituer l'effectif des nouvelles formations. Les franchises existantes protègent quinze de leurs joueurs et les nouvelles franchises choisissent parmi les autres.

### Stades

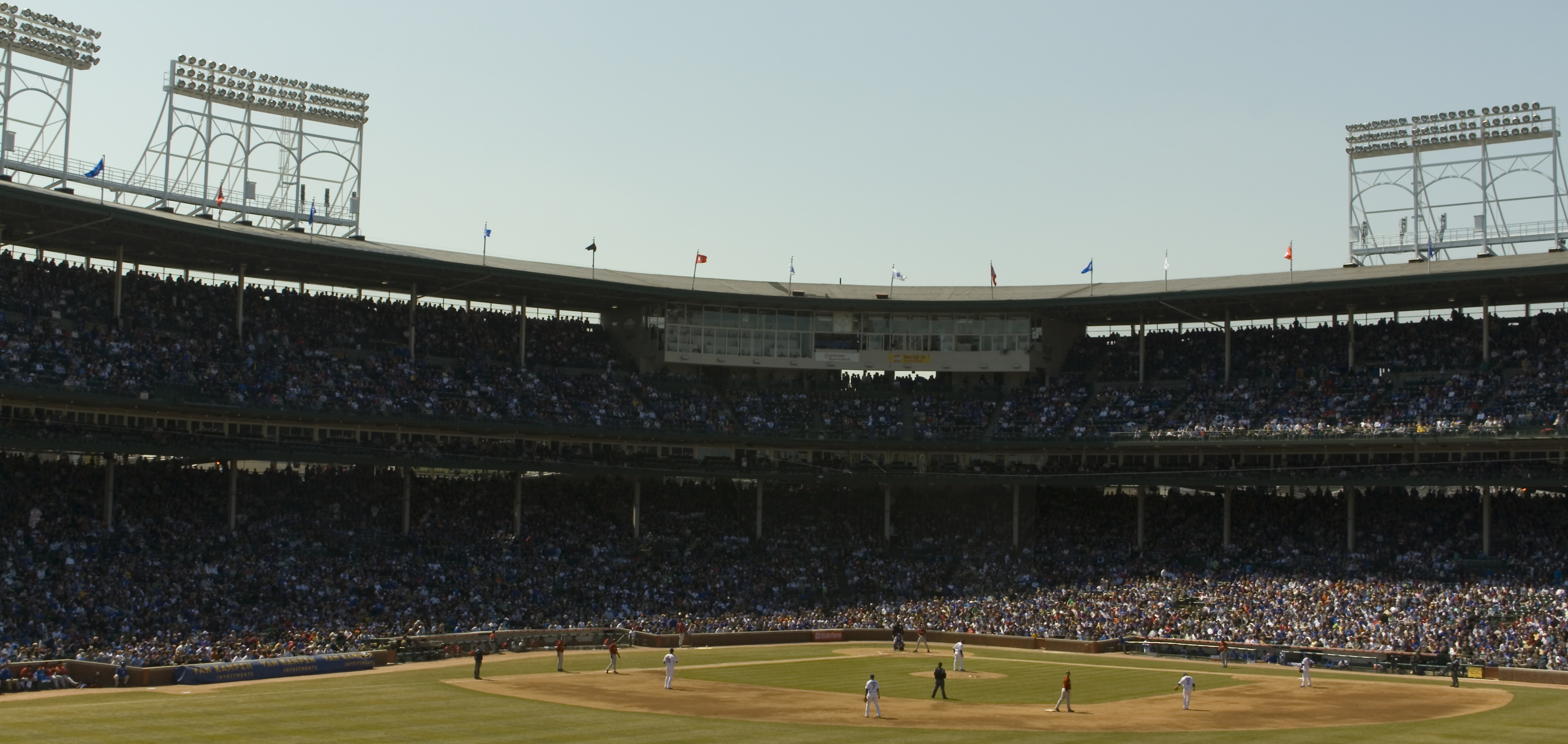
Wrigley Field, antre des Cubs de Chicago

Parmi les principaux stades qui sont tombés sous le pic des démolisseurs, citons le Polo Grounds de New York, Ebbets Field de Brooklyn, Forbes Field de Pittsburgh, Crosley Field de Cincinnati, le Tiger Stadium de Détroit et le Sportsman's Park de Saint-Louis. Le Yankee Stadium et le Shea Stadium, les deux enceintes new-yorkaises, ferment leurs portes à la fin de la saison 2008 et sont remplacées en 2009 par le New Yankee Stadium et le Citi Field, respectivement.
Sous la pression des fans, quelques anciennes enceintes résistent aux projets de démolition comme Fenway Park de Boston et Wrigley Field de Chicago. Le Dodger Stadium à Los Angeles et l'Astrodome à Houston, premier stade couvert inauguré en 1965, assurent la transition dans les années 1950-60 entre les anciens et les nouveaux stades. L'Astrodome est remplacé en 2000 par le Minute Maid Park.
Suivant l'exemple de l'Astrodome de Houston, quelques équipes ne peuvent résister à la tentation de construire des stades recouverts d'un toit, dans les années 1970 et 1980. Ainsi naissent le Kingdome à Seattle, le Metrodome à Minneapolis et le SkyDome (aujourd'hui appelé Centre Rogers) à Toronto. Montréal emboîte le pas, malgré des problèmes techniques, à recouvrir son Stade olympique. Mais au début des années 1990, cette tendance se renverse, alors que plusieurs franchises préfèrent construire de nouveaux stades, plus petits et à ciel ouvert, alliant les récentes possibilités modernes à un look d'autrefois. Le Oriole Park at Camden Yards de Baltimore et le Jacobs Field (aujourd'hui appelé Progressive Field) de Cleveland en sont deux exemples probants.
Entre 1994 et 2004, 13 des 30 franchises des ligues majeures se dotent de nouveaux stades. New Yankee Stadium et Citi Field ouvrent leurs portes en 2009 et Target Field à Minneapolis en 2010.

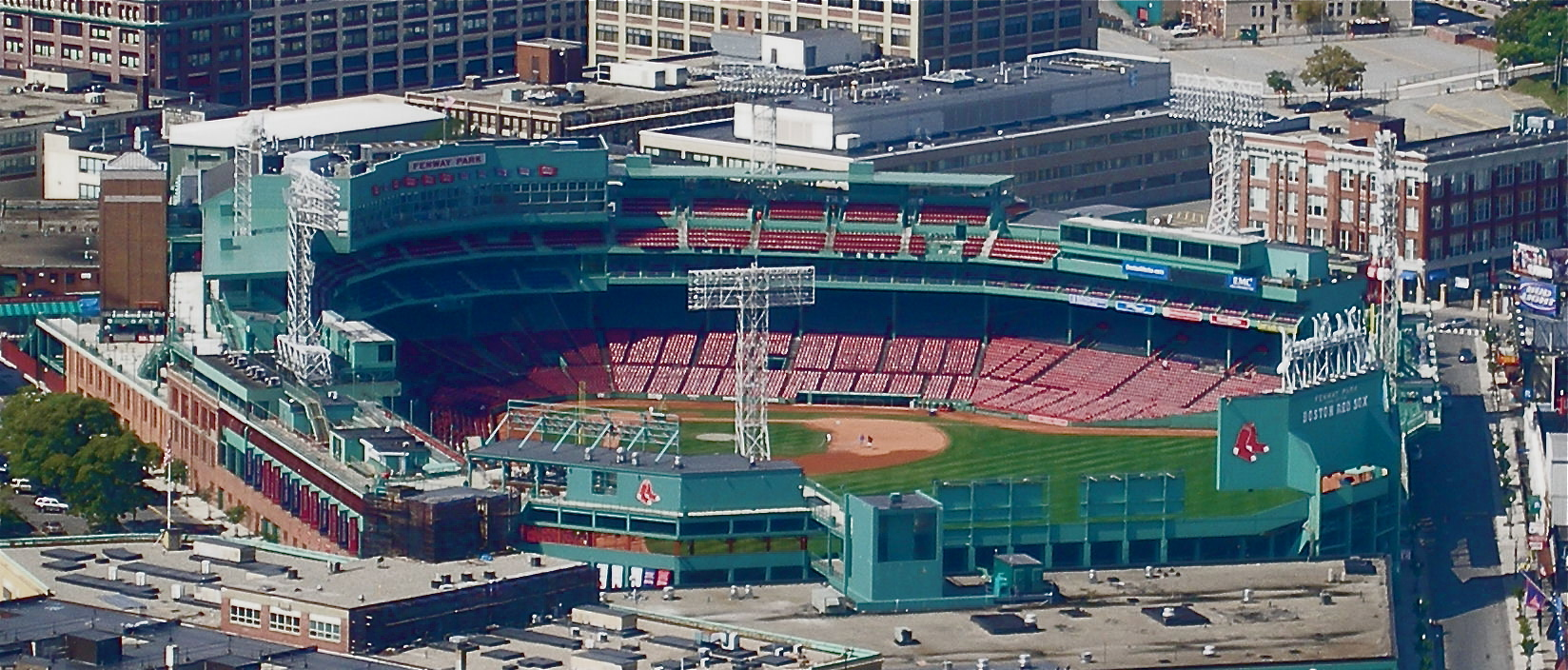
Fenway Park à Boston

Le 12 septembre 1931, les Reds de Cincinnati reçoivent les Dodgers de Brooklyn en soirée au Crosley Field à l'occasion d'un match amical. Cette rencontre sous les réflecteurs remporte un énorme succès populaire, mais les autres propriétaires sont hostiles à cette évolution, et l'interdisent en ligues majeures. En 1935, les Reds obtiennent une dérogation pour jouer sept matchs en soirée, soit un face à chaque adversaire de sa ligue. La première rencontre de ligue majeure jouée à la lumière des projecteurs se tient le 24 mai 1935, toujours au Crosley Field. Symboliquement, le président des États-Unis Franklin Delano Roosevelt actionne avant le match un bouton fictif à la Maison-Blanche pour allumer l'enceinte. Entre 1935 et 1948, 15 des 16 équipes se convertissent aux matchs en soirée. Les Cubs de Chicago se dotent Wrigley Field d'un système d'éclairage permanent qu'en 1988, et disputent toujours la grande majorité de leurs rencontres à domicile en journée. Au niveau des Séries mondiales, elles se tiennent exclusivement le jour jusqu'en 1971. Le premier match des Séries mondiales joué en soirée a lieu le 13 octobre 1971 à Pittsburgh. Inauguré en 1953, le County Stadium de Milwaukee est le premier stade construit avec un système d'éclairage.

## Calendrier de la saison

### Entraînement de printemps
Baptisée Spring training en anglais, cette phase de préparation à la compétition se tient en fait de mi-février à fin mars. Deux régions regroupent tous les camps d'entraînements des franchises de la MLB : la Floride (Grapefruit League) et l'Arizona (Cactus League). Des matchs quasi quotidiens opposent les différentes franchises entre elles.

### Saison régulière

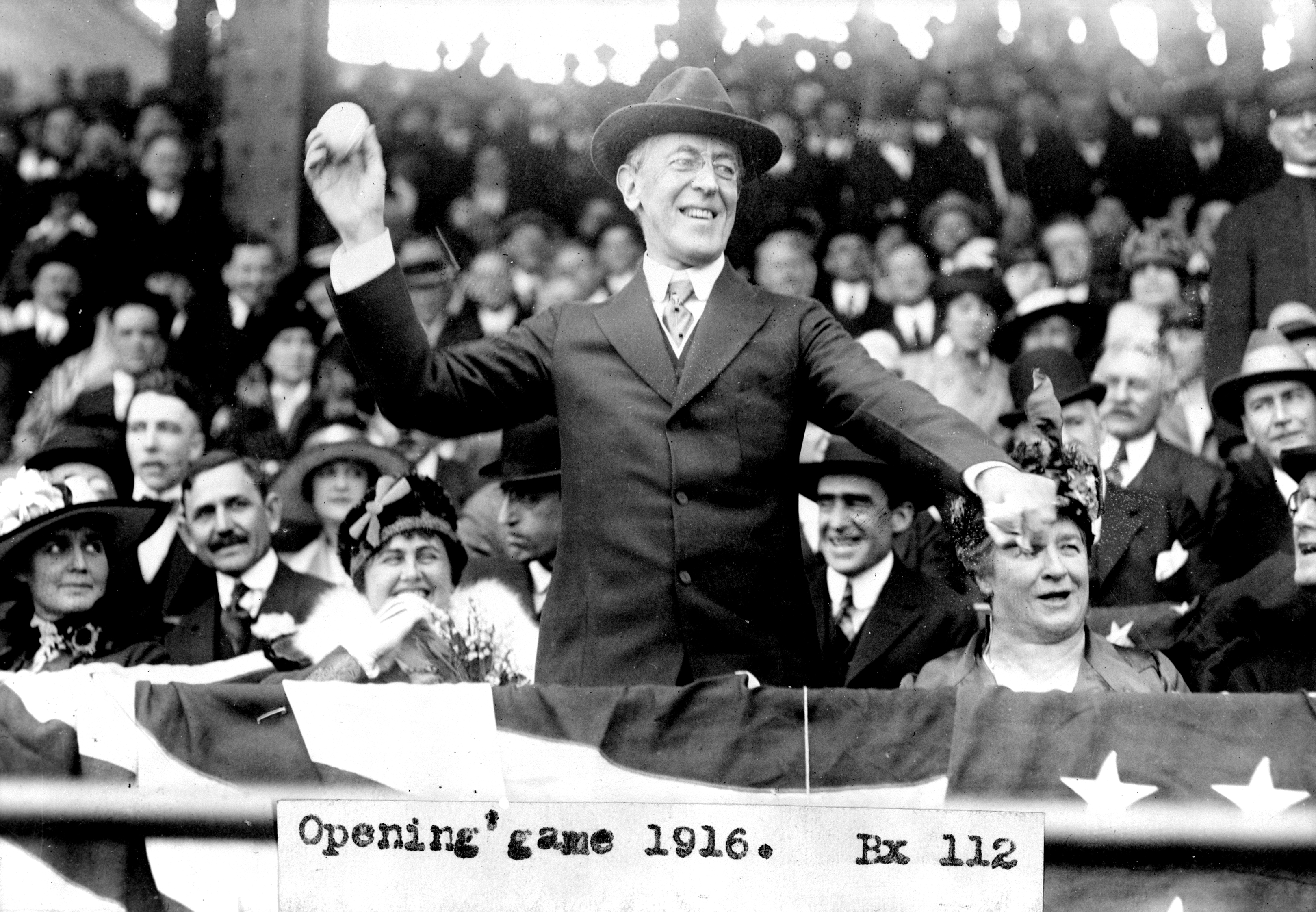
Le président Woodrow Wilson effectue le premier lancer de la saison 1916.

La saison régulière compte 162 matchs par équipe depuis 1961. La première saison de Ligue majeure se disputa en 1876 avec 70 matchs au programme de chaque équipe. On passe à 60 en 1877 et 1878, à 84 de 1879 à 1883, à 112 en 1884 et 1885, 126 en 1886 et 1887, 140 de 1888 à 1903, 154 de 1904 à 1960, et donc, 162 depuis 1961. En cas d'égalité en fin de saison, un match de barrage est disputé.
Certaines saisons furent écourtées. En 1918 en raison de la Première Guerre mondiale, en 1919 afin d'éviter la propagation de la grippe espagnole et en 1972, 1981, 1994 et 1995 à la suite de mouvements de grève des joueurs.
Traditionnellement, depuis 1910, le président des États-Unis effectue le premier lancer symbolique lors de l'ouverture de la saison. Il est parfois remplacé par le Vice-président. En 1971, c'est l'ancien prisonnier de guerre David Pitzer qui a l'honneur de lancer la saison.
Avec 2 430 matchs à disputer en six mois, les pauses sont rares. Les jours sans match sont peu nombreux. Cependant, un accord syndical prévoit qu'une équipe ne peut jouer pendant plus de 20 jours consécutifs. Par ailleurs, à moins d'intempéries, aucune équipe ne peut avoir deux jours de repos sur une période de sept jours.
Jusqu'en 1997, les rencontres de saison régulière se disputent exclusivement entre formations de la même ligue. Le 12 juin 1997, s'est tenu toutefois le premier match interligue.
Une équipe joue 19 parties en six séries contre chacun de ses adversaires de la même division (soit 76 parties), six ou sept parties en deux séries contre chacune des 10 autres équipes de la même ligue (66 parties), trois parties interligues en une série contre 4 des 5 équipes de la division de l'autre ligue, quatre parties interligues en deux séries contre l'équipe restante de la même division de l'autre ligue et quatre parties interligues en deux séries contre l'équipe de sa même zone géographique de la division sous le même nom de l'autre ligue (donc 20 parties interligues). Ce nouveau calendrier a été inauguré lors de la saison 2013.
Depuis la saison 2023, chaque équipe joue 162 parties en saison régulière, 81 à domicile et 81 à l'extérieur avec la décomposition suivante, : 
- 13 matchs contre les autres équipes de la même division pour un total de 52 matchs,
- 6 ou 7 matchs face aux équipes des autres divisions mais de la même ligue pour un total de 64 matchs,
- 46 matchs interligues.

Cependant, depuis la saison 2025, chaque équipe joue 162 parties en saison régulière, 81 à domicile et 81 à l'extérieur avec la décomposition suivante, : 
- 13 matchs contre les autres équipes de la même division pour un total de 52 matchs,
- 6 ou 7 matchs face aux équipes des autres divisions mais de la même ligue pour un total de 62 matchs,
- 48 matchs interligues.

### Match des étoiles
Le match des étoiles (All-Star Game) est disputé pour la première fois en 1933. Il s'agit d'un match annuel disputé entre les meilleurs joueurs de la Ligue américaine et la Ligue nationale. Les joueurs partants sont choisis par un scrutin tenu auprès des fans. Le match se joue chaque année au milieu de juillet, c'est-à-dire à peu près à la mi-saison

### Séries éliminatoires

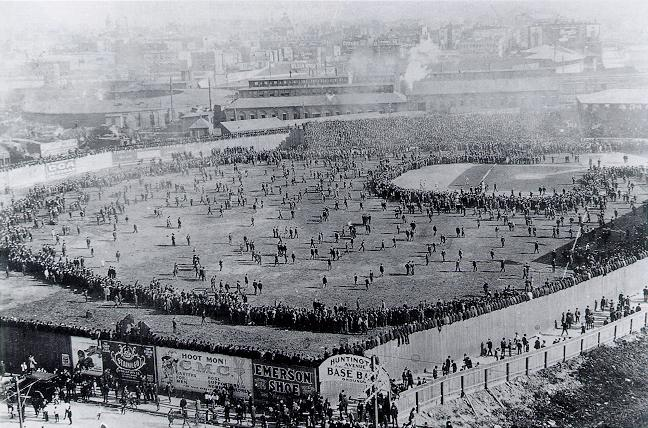
World Series 1903

Le championnat de la Ligue nationale se limite à la seule saison dite régulière jusqu'en 1903, année de la création des Séries mondiales opposant après la saison régulière les champions des deux ligues, la Nationale et l'Américaine. En 1969, chaque ligue est scindée en deux sections, rendant nécessaire la création de séries éliminatoires avant la Série mondiale. De 1969 à 1993, les premiers de chaque groupe s'affrontent.
Avec l'expansion de 1994, chaque ligue est désormais scindée en trois divisions : Est, Centre et Ouest. Les premiers de chaque division sont qualifiés ainsi que le meilleur deuxième. En raison d'une grève des joueurs en 1994, les éliminatoires sont annulées, mais de 1995 à 2011 huit formations sur trente participent ainsi aux séries éliminatoires qui s'achèvent par les Séries mondiales. Ces confrontations se jouent au meilleur de sept matchs, sauf au premier tour, avec seulement cinq matchs au maximum. Le premier tour porte le nom de Séries de divisions (Division Series en anglais), le deuxième, qui attribue les fanions de ligue, se nomment Série de championnat de la Ligue nationale et Série de championnat de la Ligue américaine (National League Championship Series et American League Championship Series en anglais), et le troisième et dernier tour est la Série mondiale.
À partir de la saison 2012, le baseball majeur fait passer de 8 à 10 le nombre d'équipes accédant aux séries éliminatoires. Un match de meilleur deuxième opposant les deux clubs de chaque ligue qualifiés pour les éliminatoires sans avoir terminé premiers de leur division (wild cards) permettra au gagnant d'accéder à la Série de divisions,.

## Histoire sportive

### Palmarès
Avant 1876, les champions reçoivent un petit fanion. Avec la création de la Ligue nationale, un drapeau fait office de trophée, mais le terme de fanion (pennant en anglais) perdure et la « course au fanion » (pennant race) reste d'actualité pour désigner la quête du titre de champion de ligue. Il existe également des drapeaux honorant les titres de division. Ces différents drapeaux décorent les stades des clubs concernés.
Certaines courses au championnat s'achèvent bien avant la fin de la saison : ainsi, les Yankees de New York enlèvent le titre de la Ligue américaine en 1941 après seulement 136 matchs sur 154. À l'opposé, il faut parfois attendre le dernier jour pour connaitre le champion. La saison 1889 de Ligue nationale est la première de ce type. Giants de New York et Beaneaters de Boston attendent l'ultime partie pour se départager. La saison 1908 reste la plus serrée de l'histoire dans les deux ligues. Trois formations peuvent encore être championnes avant le dernier jour de compétition dans la Ligue américaine; même chose dans la Ligue Nationale. Depuis la scission en deux puis trois divisions des ligues, les courses au championnat sont plus serrées. En 2008, l'écart de victoires entre les premiers et les deuxièmes variait entre un et trois dans quatre des six divisions. En cas d'égalité à l'issue des matchs de la saison régulière, un match de additionnel a lieu. Le dernier en date oppose les Twins du Minnesota aux Tigers de Détroit en 2009 en division centrale de la Ligue américaine.
Les Yankees de New York dominent les palmarès avec 40 fanions de la Ligue américaine. En Ligue nationale, les Dodgers (12 titres à Brooklyn et 9 à Los Angeles) comptent 21 titres.
Entre 1884 et 1890, les champions de la Ligue nationale et ceux de l'American Association s'affrontent en World's Championship Series. En sept éditions, les franchises de la Ligue nationale remportent cinq titres.
Depuis 1903, les vainqueurs de la Ligue américaine et de la Ligue nationale s'affrontent lors d'une finale sur plusieurs matchs appelée série mondiale (World Series en anglais). La Ligue américaine domine nettement ces séries avec 68 victoires contre 52 défaites en 119 éditions (57 % - 43 %). Au niveau des franchises, les Yankees de New York (27 titres), les Cardinals de Saint-Louis (11), les Red Sox de Boston (9), les Athletics d'Oakland (9), les Giants de San Francisco (8) et les Dodgers de Los Angeles (8) sont les plus titrés. Les tenants du nouveau trophée mis en jeu depuis 1967 sont les Dodgers de Los Angeles qui ont remporté la dernière Série mondiale face aux Yankees de New York (4-1).

### Bilan
| Club                      | Titres | Année |
| ------------------------- | ------ | --- |
| Yankees de New York       | 27     | 1923, 1927, 1928, 1932, 1936, 1937, 1938, 1939, 1941, 1943, 1947, 1949, 1950, 1951, 1952, 1953, 1956, 1958, 1961, 1962, 1977, 1978, 1996, 1998, 1999, 2000, 2009 |
| Cardinals de Saint-Louis  | 11     | 1926, 1931, 1934, 1942, 1944, 1946, 1964, 1967, 1982, 2006, 2011                                                                                                 |
| Red Sox de Boston         | 9      | 1903, 1912, 1915, 1916, 1918, 2004, 2007, 2013, 2018 |
| Athletics                 | 9      | 1910, 1911, 1913, 1929, 1930, 1972, 1973, 1974, 1989 |
| Giants de San Francisco   | 8      | 1905, 1921, 1922, 1933, 1954, 2010, 2012, 2014 |
| Dodgers de Los Angeles    | 8      | 1955, 1959, 1963, 1965, 1981, 1988, 2020, 2024 |
| Pirates de Pittsburgh     | 5      | 1909, 1925, 1960, 1971, 1979 |
| Reds de Cincinnati        | 5      | 1919, 1940, 1975, 1976, 1990 |
| Tigers de Détroit         | 4      | 1935, 1945, 1968, 1984 |
| Braves d'Atlanta          | 4      | 1914, 1957, 1995, 2021 |
| White Sox de Chicago      | 3      | 1906, 1917, 2005 |
| Cubs de Chicago           | 3      | 1907, 1908, 2016 |
| Twins du Minnesota        | 3      | 1924, 1987, 1991 |
| Orioles de Baltimore      | 3      | 1966, 1970, 1983 |
| Guardians de Cleveland    | 2      | 1920, 1948 |
| Mets de New York          | 2      | 1969, 1986 |
| Phillies de Philadelphie  | 2      | 1980, 2008 |
| Astros de Houston         | 2      | 2017, 2022 |
| Royals de Kansas City     | 2      | 1985, 2015 |
| Blue Jays de Toronto      | 2      | 1992, 1993 |
| Marlins de la Floride     | 2      | 1997, 2003 |
| Diamondbacks de l'Arizona | 1      | 2001 |
| Angels de Los Angeles     | 1      | 2002 |
| Nationals de Washington   | 1      | 2019 |
| Rangers du Texas          | 1      | 2023 |

### Records
Les statistiques sont omniprésentes dans le monde des Ligues majeures générant un nombre extravagant de records de toutes sortes. Les principaux records restent ceux liés aux coups de circuit depuis que Babe Ruth leur a donné une valeur symbolique dans les années 1920. Ruth a longtemps détenu les records dans ce domaine, mais Roger Maris dépasse en 1961 sa marque de 60 circuits frappés en une saison, puis Hank Aaron le surpasse en carrière en 1974. Malgré de forts soupçons de dopage, Barry Bonds (73 coups de circuit en 1999 et 762 en carrière) détient ces deux records. Comme le notait ironiquement Ty Cobb, le baseball ne se résume pas aux seuls coups de circuits : points produits (avec 2 297 en carrière, Hank Aaron domine ce secteur), buts volés (Rickey Henderson en accumule 1 406 en carrière), coups sûrs (Pete Rose devance Ty Cobb en carrière : 4 256 contre 4 189), moyenne au bâton (en carrière, Ty Cobb domine la concurrence avec 0,366), moyenne de points mérités (Ed Walsh tient le record en carrière avec 1,82 devant Addie Joss à 1,89) et retraits sur des prises (Nolan Ryan en compte 5 714 en carrière), notamment, restent des records très suivis.

### Trophées
Outre les trophées collectifs marquant les titres de ligues et de séries mondiales, la MLB génère plusieurs dizaines de trophées en honneurs individuels. Certains de ces challenges sont mis en place par les médias. Le meilleur joueur de la saison est récompensé depuis 1911. Entre 1911 et 1914, il reçoit le Prix Chalmers offert par le constructeur automobile du même nom. Ce même prix est attribué en 1910 au champion de la moyenne au bâton. Le meilleur lanceur est couronné du Trophée Cy Young depuis 1956, la Recrue de l'année(rookie) est désignée depuis 1947 tandis que les positions défensives reçoivent des Gants dorés depuis 1957,.
Symbolique, mais très recherchée, la Triple couronne existe en deux versions : une pour les lanceurs et une autre pour les frappeurs. Pour ces derniers, il s'agit d'afficher le meilleur total de coups de circuit, de points produits et la meilleure moyenne au bâton. Pour les lanceurs, il faut afficher le meilleur total de victoires, de retraits sur les prises et la meilleure moyenne de points mérités. Les derniers lanceurs à réussir cette performance sont Clayton Kershaw pour la ligue nationale et Justin Verlander pour la ligue américaine, tous les deux en 2011. Chez les frappeurs, le dernier vainqueur de la Triple couronne est le joueur de première base Miguel Cabrera pour la ligue américaine. Il faut remonter à Joe Medwick, en 1937, pour trouver une Triple couronne de frappeur en ligue nationale.
Les managers (depuis 1983) et les arbitres (depuis 1971) possèdent également leurs remises annuels de prix.

### Temple de la renommée du baseball (Hall of fame)
Le Temple de la renommée du baseball est créé en 1936 pour honorer les plus grands noms du baseball. Les premiers joueurs élus en 1936 sont Ty Cobb, Walter Johnson, Christy Mathewson, Babe Ruth et Honus Wagner. Cobb a obtenu le meilleur pourcentage des votes. Depuis lors, 289 personnalités ont été inscrites au palmarès, parmi lesquelles 237 joueurs (dont 35 des Negro Leagues), 18 gérants, 8 arbitres et 26 pionniers et dirigeants.

## Environnement de la Ligue

### Médias

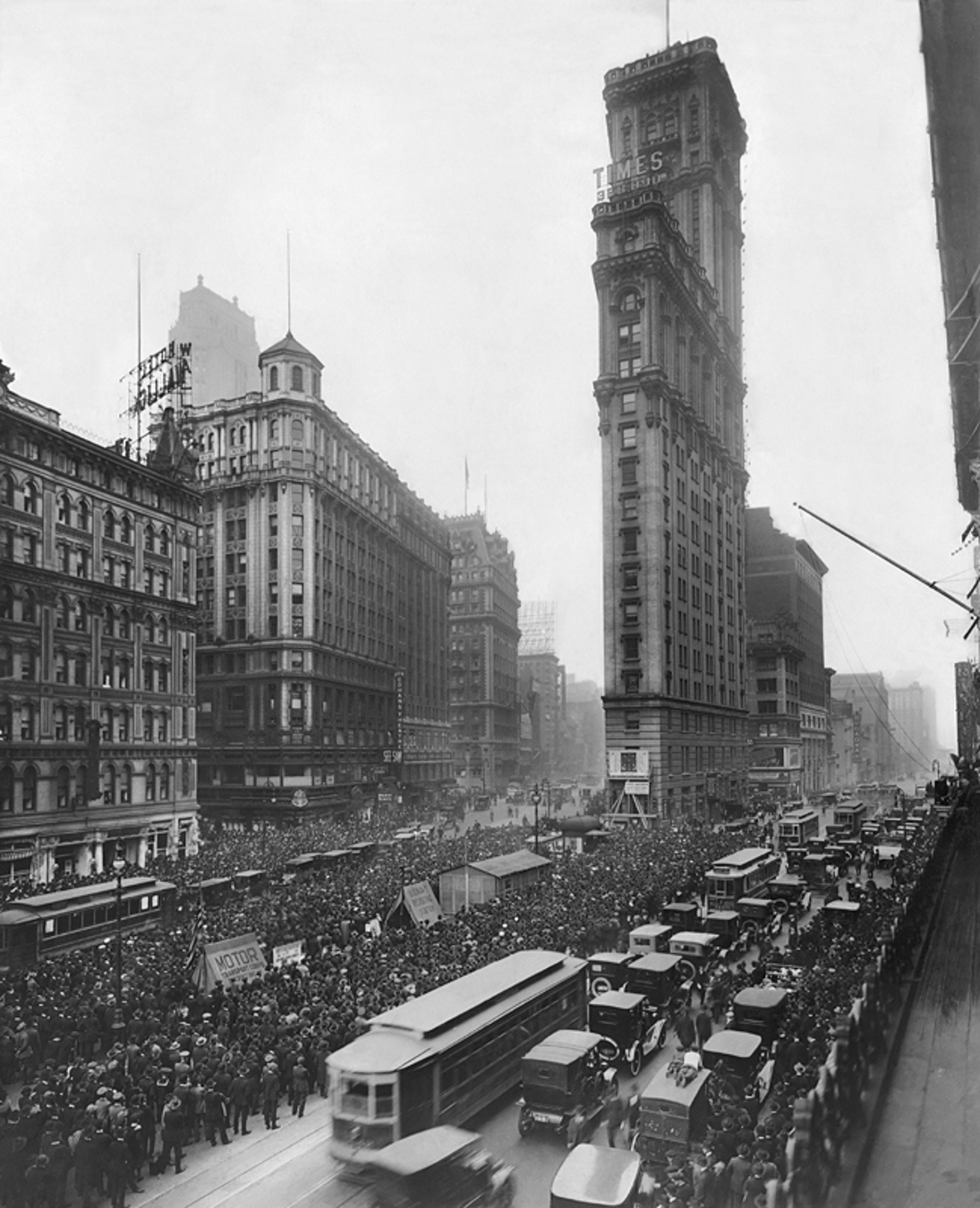
Foule à Times Square à l'occasion des Séries mondiales de 1919.

Couvert par la presse généraliste et la presse spécialisée (Sporting News depuis 1886) depuis ses débuts, les MLB ne manquent pas d'espace dans la presse écrite aux États-Unis. Du New York Times au Washington Post en passant par USA Today, les principaux titres de la presse américaine possèdent une solide rédaction sportive attachée au suivi au quotidien des MLB. Parmi les grandes plumes, citons Shirley Povich qui officie au Washington Post de 1923 à 1998.
Dès la fin du XIXe siècle, des panneaux affichant les résultats des matchs en quasi-direct fleurissent dans les villes américaines, généralement sur les façades des sièges sociaux des journaux. Les résultats transmis en continu par télégraphe sont affichés avec un léger retard, mais les foules apprécient de pouvoir suivre ainsi les résultats de leur équipe favorite. De tels panneaux sont installés à Times Square à New York, et à l'occasion des Séries mondiales, les foules compactes donnent des airs de nuit de la Saint-Sylvestre à ce fameux carrefour new-yorkais.
La radio émerge dans les années 1920. Le premier match est diffusé en 1921 et en 1926, pas moins de 26 stations transmettent en direct les World Series. Graham McNamee est le plus fameux journaliste sportif américain officiant à la radio pendant l'entre-deux-guerres. Red Barber, Mel Allen puis Vin Scully prennent ensuite le relais. Devant le conflit généré par la baisse des affluences à la suite de ces premières retransmissions en direct, nombre de franchises décident d'interdire l'accès du stade aux reporters radio. Après le succès de la retransmission des World Series 1926 et la mise en place de premiers contrats réguliers en 1929 par les Reds de Cincinnati, les franchises signent des accords leur permettant de conquérir un nouveau public et d'assurer des rentrées financières. C'est le même modèle qui est repris avec la télévision.
La télévision entre dans la partie à la fin des années 1930 et la première rencontre de MLB diffusée est le match Dodgers de Brooklyn-Reds de Cincinnati joué à Ebbets Field le 26 août 1939 sur la chaîne W2XBS, future NBC. Red Barber assure le commentaire tandis que les images sont capturées par deux caméras seulement.

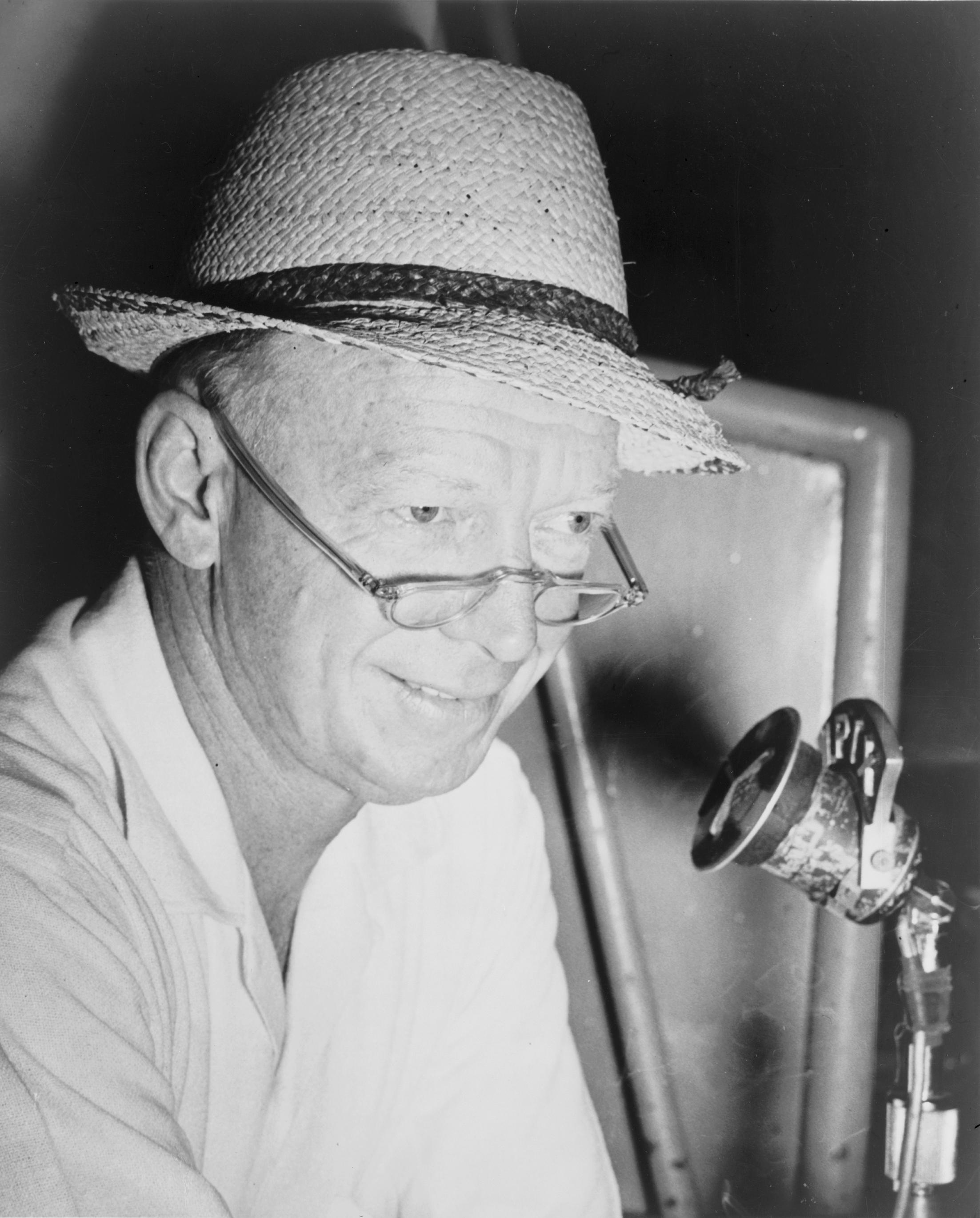
Red Barber

Carte des décrochages TV

La NBC devient le premier diffuseur national de la MLB en 1947. Les autres réseaux ne tardent pas à imiter son exemple et la MLB signe des contrats avec plusieurs stations. NBC (1947-1989, 1994-2000), ABC (1953-1965, 1976-1989, 1994-1995), The Baseball Network, une création de la MLB, ABC et NBC, (1994-1995), CBS (1951, 1955-1965, 1990-1993), USA Network (1979-1983), ESPN (depuis 1990), FOX (depuis 1996) et TBS (depuis 2007) se partagent ainsi les diffusions nationales. Les diffuseurs nationaux depuis 2007 sont FOX, TBS et ESPN.
Au niveau local, les franchises sont libres de vendre leurs droits de diffusion. Certaines franchises ont créé des télévisions intégrées au club. Fox Sports Net est le principal acteur des diffusions locales. Un diffuseur local garde la priorité sur son marché et une carte délimite avec précision les zones concernées par ces décrochages. Cette politique de blackout a pour but de fidéliser le public local sur son club afin de générer un marché publicitaire important et apte à proposer des droits de diffusions significatifs. Cette politique de blackout est très mal perçue par les fans qui sont ainsi privé de leurs équipes locales sur les chaines nationales, les contraignant à s'abonner à des chaines supplémentaires par câble ou satellite. Les diffusions radio ne sont pas touchées par les décrochages.
Internet permet à la MLB de diffuser depuis 2003 via son service MLB.TV l'ensemble des matchs de la saison en direct partout dans le monde. Ce mode de diffusion respecte également les zones de blackout. En 2009, la MLB se dote de plus d'une chaîne de télévision intégrée, MLB Network.

### Groupe MLB
La MLB est une organisation qui possède plusieurs investissements, à l'instar d'une holding. Les principaux intérêts sont :
- MLB Network une chaîne de télévision détenue à 67%
- MLB Advanced Media une société spécialisée dans l'activité Internet et interactive comprenant
  - MLB.com, MLB.tv
  - MLB Network Radio
  - 120Sports LLC (JV)
  - BAMTech (57%)
  - Tickets.com
  - la gestion des sites YES Network et SportsNet New York

### Économie
Les débuts financiers de la Ligue nationale en 1876 sont très difficiles. Seul Chicago parvient à dégager un faible bénéfice. La situation est encore plus délicate en 1877 avec l'ensemble des clubs qui affichent des déficits, parfois importants (8 000 dollars pour Saint-Louis, par exemple). Le nombre des clubs abandonnant, parfois en pleine saison, reste important. L'instabilité est de mise. 21 villes différentes hébergent des franchises de la Ligue nationale entre 1876 et 1900. La concurrence avec l'Union Association (1884), la Players League (1890) et l'American Association (1882-1891) génère également des soucis financiers en raison de la chute des affluences par club. Les recettes aux guichets restent en effet longtemps la principale source de revenu des clubs. Dans ce domaine, la marque des 10 000 spectateurs par match est atteinte pour la première fois par les Giants de New York en 1908. Les Yankees de New York rassemblent plus d'un million de spectateurs pour ses matchs à domicile en 1920. Les Yankees passent la marque des deux millions en 1946, les Dodgers de Los Angeles atteignent les trois millions en 1978, et les Blue Jays de Toronto dépassent les quatre millions en 1991. Les Rockies du Colorado tiennent le record dans ce domaine avec 4 483 350 spectateurs à domicile autour du stade en 1993
La publicité, la radio, la télévision et les produits dérivés complètent le budget des franchises. Les panneaux publicitaires sont ainsi présents dans les stades depuis les débuts de la Ligue. La publicité est en revanche interdite sur les uniformes. Les produits dérivés existent également depuis toujours, mais le poids de ces revenus devient plus important après la Seconde Guerre mondiale. La radio, à partir de 1935, et la télévision, à partir de 1947, payent des droits pour retransmettre les matchs. Les montants de certains contrats se chiffrent en milliards de dollars. Depuis 2007, trois chaînes (FOX, TBS et ESPN) se partagent les droits nationaux. En 1939, 7 % des recettes des franchises sont constitués par les droits de diffusion radiophonique. Les droits de la télévision et de la radio atteignent 10,5 % des budgets en 1950, plus de 30 % dès les années 1970 et plus de 50 % pendant les années 1990. Les contrats nationaux qui représentent environ 50 % des revenus de la télévision, le complément étant assuré par les contrats locaux, permettent à chaque franchise de recevoir 16,6 millions de dollars en 2004 contre 6,4 millions dix ans plus tôt. Les montants des contrats locaux sont directement liés au potentiel économique de la zone d'influence de la franchise. Dans ce domaine, les New York Yankees dominent nettement les débats avec des contrats locaux d'un montant supérieur à 60 millions de dollars par saison dès 1998.
En 2009, la franchise ayant généré le plus de revenus est celle des New York Yankees (441 millions de dollars). La trentième et dernière formation de ce classement de la richesse est la franchise des Pirates de Pittsburgh avec 145 millions de dollars. Par comparaison, les Cowboys de Dallas (no 1 des revenus en NFL) enregistrent 420 millions de dollars de revenus en 2009, tandis que trois clubs européens de football dépassent les Yankees. En revanche, seulement 17 clubs européens de football dépassent les 145 millions de dollars des Pirates de Pittsburgh.
Selon une étude de Forbes et Deloitte, les Ligues majeures de baseball sont deuxièmes au monde en matière de chiffre d'affaires généré en 2009 (3,71 milliards d'euros) derrière la NFL (football américain ; 5,13 milliards d'euros) et devant le championnat du monde de Formule 1 (3,2 milliards d'euros).
Les salaires constituent la part la plus importante des dépenses de franchises. Longtemps tirés vers le bas par les propriétaires en raison de la mauvaise santé du baseball professionnel, les salaires des joueurs, mais aussi des arbitres, connaissent une évolution spectaculaire à partir des années 1970 sous la pression syndicale de la MLBPA menée par Marvin Miller. Joueurs et arbitres recourent à la grève pour préserver leurs intérêts. Quatre grandes grèves de joueurs en 1972, 1981, 1990 et 1994, et de nombreux mouvements de la part des arbitres (1968, 1970, 1978, 1979, 1984, 1987, 1991, 1994-1995, crise de 1999-2002) marquent ainsi les quatre dernières décennies. Le joueur le mieux payé en 2009 est Alex Rodriguez avec 37 millions de dollars de revenus (33 millions de salaires et 4 millions de revenus annexes) devant l'autre Yankee Derek Jeter, 31 millions. Ces deux joueurs pointent au 5e et 8e des sportifs les mieux payés aux États-Unis derrière le golfeur Tiger Woods, premier du classement avec 90,5 millions de dollars de revenus. Le 28 août 2012, ESPN signe un contrat de 5,6 milliards d'USD sur 8 ans jusqu'en 2021 pour diffuser la ligue majeure.

### Dans la culture populaire

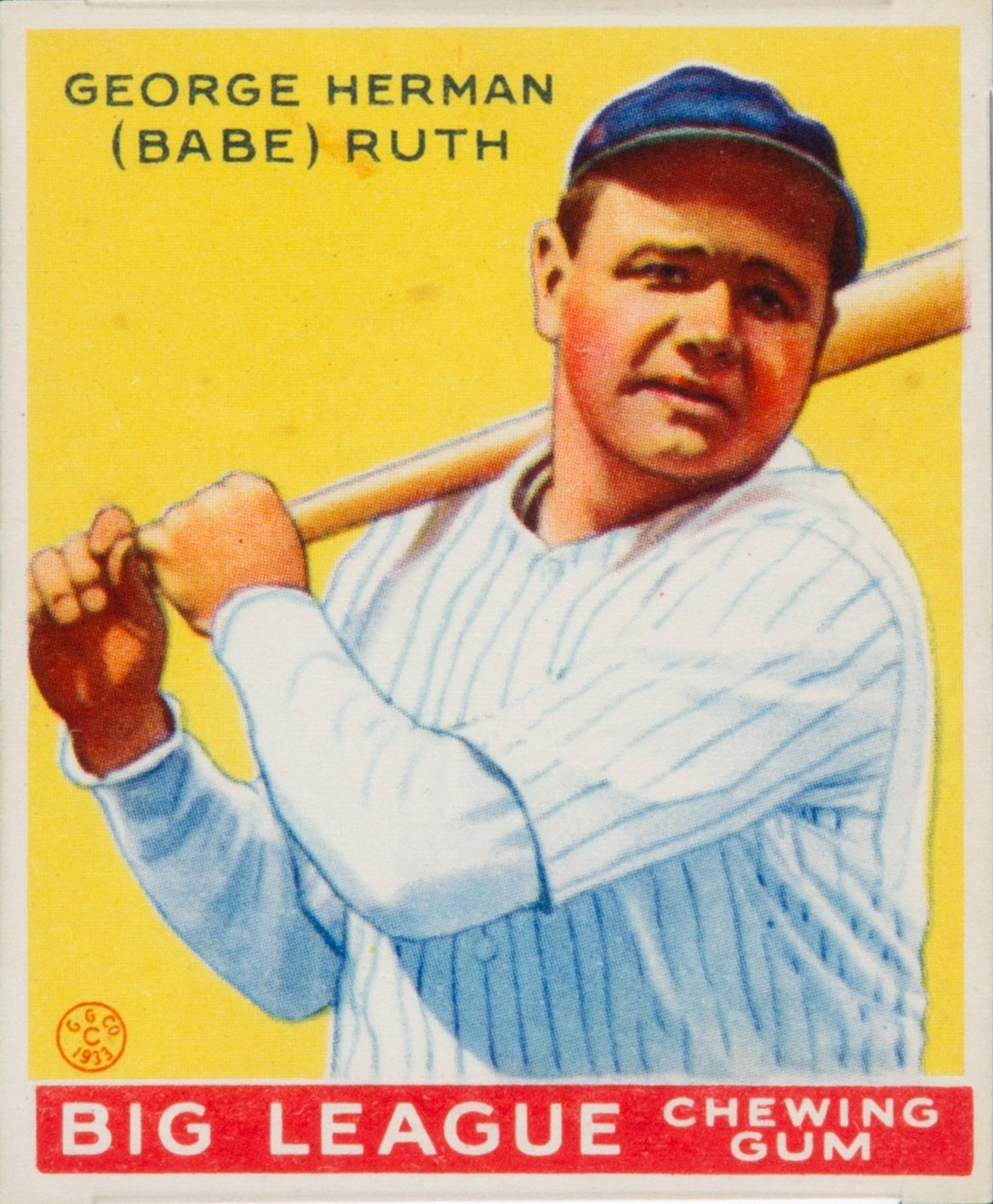
Carte Goudey de Babe Ruth

La chanson Take Me Out to the Ball Game (1908) est l'hymne du baseball et notamment des travées des stades de ligues majeures. Ce titre est traditionnellement joué et repris par les spectateurs lors de la pause de la septième manche. Après les attentats du 11 septembre 2001, nombre de franchises jouent God Bless America à la septième manche. 2008, qui marque le centenaire de la création de Take Me Out to the Ball Game, donne lieu à nombre de célébrations.
La Ligue a inspiré nombre d'autres œuvres en littérature, au cinéma ou en musique, de l'interprétation d'un Gary Cooper dans le rôle de Lou Gehrig dans Vainqueur du destin (1942) aux textes d'un Roger Kahn, tel The Boys of Summer (1971). Les cartes de baseball sont également des enfants de la Ligue.